# نظریه احتمالات

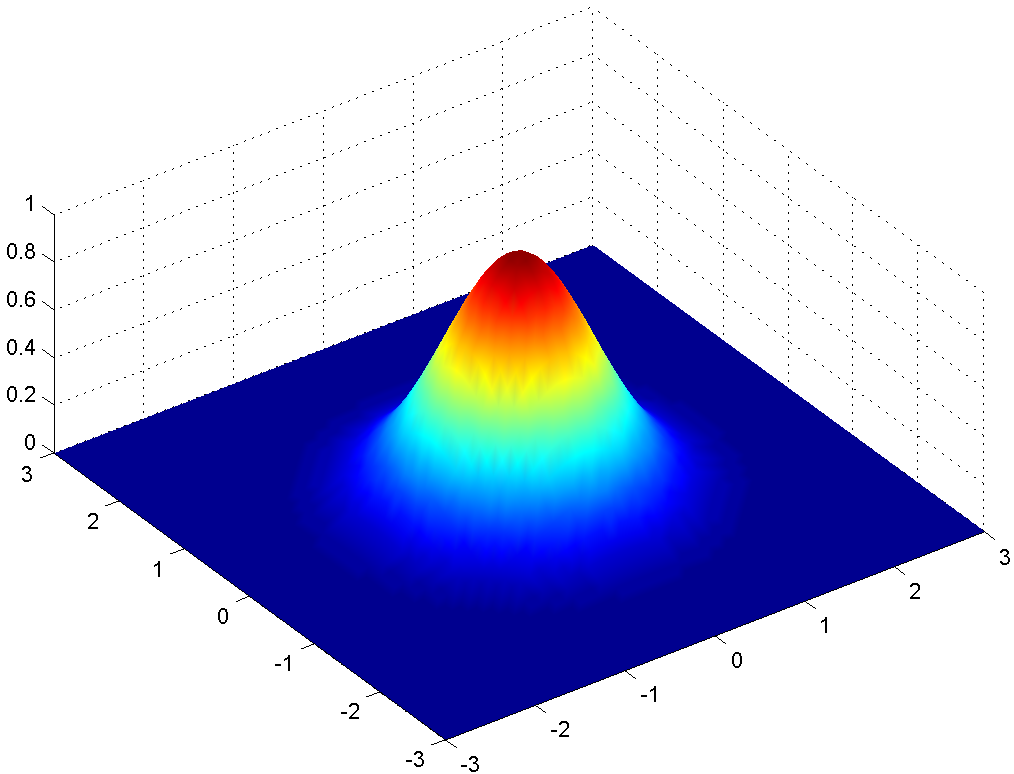
یک توزیع گاوسی ۲ بعدی دید ایزومتریک

نظریهٔ احتمال(به انگلیسی: Probability Theory) یا نظریهٔ احتمالات(به انگلیسی: Probabilities Theory) مطالعهٔ رویدادهای احتمالی از دیدگاه ریاضیات است. به عبارت دیگر، نظریه احتمال به شاخه‌ای از ریاضیات گویند که با تحلیل وقایع تصادفی سروکار دارد. هستهٔ تئوری احتمال را متغیرهای تصادفی و فرایندهای تصادفی و پیشامدها تشکیل می‌دهند. نظریه احتمال علاوه بر توضیح پدیده‌های تصادفی به بررسی پدیده‌هایی می‌پردازد که لزوماً تصادفی نیستند ولی با تکرار زیاد دفعات آزمایش نتایج از الگویی مشخص پیروی می‌کنند، مثلاً در آزمایش پرتاب سکه یا تاس با تکرار آزمایش می‌توانیم احتمال وقوع پدیده‌های مختلف را حدس بزنیم و مورد بررسی قرار دهیم. نتیجه بررسی این الگوها قانون اعداد بزرگ و قضیه حد مرکزی است.

## پیشینه
نخستین کتاب‌ها را دو دانشمند ایتالیایی دربارهٔ بازی با تاس نوشتند: جه رولاموکاردان و گالیلئو گالیله. با این همه باید آغاز بحث دقیق دربارهٔ احتمال را سده هفدهم و با کارهای بلز پاسکال و پیر فرما، ریاضیدانان فرانسوی و کریستین هویگنس هلندی دانست. پاسکال و فرما کتابی در این باره ننوشتند و تنها در نامه‌های خود به دیگران دربارهٔ کاربرد آنالیز ترکیبی در مسئله‌های مربوط به شانس صحبت کرده‌اند، ولی هویگنس کتابی با نام بازی با تاس نوشت که اگر چه با کتاب کاردان هم نام است ولی از نظر تحلیل علمی در سطح بسیار بالاتری است.
کار آنان توسط یاکوب برنولی و دموآور در قرن هجدهم میلادی ادامه یافت، برنولی کتاب روش حدس زدن را نوشت و قانون عددهای بزرگ را کشف کرد. مسئله معروف سوزن نیز در اواسط همین قرن توسط کنت دو بوفون مطرح و حل شد. در سده هجدهم و ابتدای سده نوزدهم نظریه احتمال در دانش‌های طبیعی و صنعت به‌طور جدی کاربرد پیدا کرد. در این دوره نخستین قضیه‌های نظریه احتمال یعنی قضایای لاپلاس، پواسون، لژاندر و گاوس ثابت شد. در نیمه دوم سده نوزدهم دانشمندان روسی تأثیر زیادی در پیشرفت نظریه احتمال داشتند، چبیشف و شاگردانش، لیاپونوف و مارکوف یک رشته از مسئله‌های کلی نظریه احتمال را حل کردند و قضایای برنولی و لاپلاس را تعمیم دادند. در آغاز قرن بیستم متخصصان کارهای قبلی را منظم نموده و ساختمان اصول موضوعه احتمال را بنا نمودند. در این دوره دانشمندان زیادی روی نظریه احتمال کار کردند: در فرانسه، بورل، له‌وی و فره‌شه؛ در آلمان، میزس؛ در آمریکا، وینر، فه لر و دوب؛ در سوئد، کرامر؛ در شوروی، خین چین، سلوتسکی، رومانوسکی، سمپرنوف، گنه دنکو اما درخشان‌ترین نام در این عرصه کولموگروف روسی است که اصول موضوع احتمال را در کتابی به نام مبانی نظریه احتمال در آلمان منتشر کرد.

## مفهوم
مفهوم احتمال در مورد ارتباط یا پیوند دو متغیر به کار می‌رود، به این معنی که ارتباط یا پیوند آن‌ها به صورتی است که حضور، شکل، وسعت و اهمیت هر یک وابسته به حضور، شکل، و اهمیت دیگری است. این مفهوم به صورت محدودتر و در مورد ارتباط دو متغیر کمّی نیز به‌کار برده می‌شود.
ریاضی‌دانان عددی بین صفر و یک را به عنوان احتمال یک رویداد تصادفی به آن نسبت می‌دهند. رویدادی که حتماً رخ دهد، احتمالش یک است و رویدادی که احتمالش صفر است، در واقع احتمال وقوع ندارد. باید توجه داشت که در تعریف دقیق ریاضی، میان احتمال و امکان تفاوت می‌گذارند؛ یعنی احتمال وقوع یک امر ممکن می‌تواند صفر باشد؛ مثلاً احتمال اینکه طول یک پاره‌خط دقیقاً ۳٫۱ سانتیمتر باشد (اندازه‌گیری شده با هر ابزاری با هر میزان دقت) صفر است. چون بین ۳٫۲ و ۳٫۰ بی‌نهایت عدد وجود دارد ولی از لحاظ منطقی ممکن است که طول پاره‌خطی ۳٫۱ سانتیمتر باشد. احتمال شیر آوردن در پرتاب یک سکه سالم {\displaystyle {\frac {1}{2}}} است، همان‌طور که احتمال خط آوردن هم {\displaystyle {\frac {1}{2}}} است. احتمال این‌که پس از انداختن یک تاس سالم شش بیاوریم {\displaystyle {\frac {1}{6}}} است.
به زبان سادهٔ ریاضی احتمال، نسبت تعداد اعضای مجموعهٔ پیشامدهای دلخواه به تعداد اعضای مجموعهٔ تمام پیشامدهای ممکن است؛ مثلاً در مورد تاس، برای محاسبهٔ احتمال آوردن عددی زوج، مجموعهٔ پیشامدهای ممکن هست: {۱٫۲٫۳٫۴٫۵٫۶} و مجموعهٔ پیشامدهای دلخواه هست: {۲٫۴٫۶}.
تعداد اعضای مجموعهٔ دلخواه هست ۳ و تعداد اعضای مجموعهٔ پیشامدهای ممکن هست ۶. پس احتمال هست: {\displaystyle {\frac {3}{6}}=0.5}
جمع احتمال رخ دادن یک رویداد با احتمال رخ ندادن رویداد مکمل آن، عدد یک می‌شود؛ مثلاً در تاس ریختن جمع «احتمال آوردن شش» (که {\displaystyle {\frac {1}{6}}} است) با «احتمال نیاوردن شش» (که {\displaystyle {\frac {5}{6}}} است) می‌شود یک.

## آزمایش تصادفی
به آزمایشی گفته می‌شود که همه نتیجه‌های ممکن آن قبل از انجام آزمایش مشخص
است، اما قبل از انجام آزمایش معلوم نیست کدام نتیجه رخ خواهد داد و بتوان آن آزمایش را در شرایط یکسان و به دفعات دلخواه انجام داد.

## فضای نمونه
به مجموعه‌ای از تمام نتایج ممکن در یک آزمایش تصادفی فضای نمونه می‌گویند.

## احتمال رخداد یک پیشامد
اگر A احتمال رخداد پیشامد از فضای نمونه S باشد. {\displaystyle A\subseteq S}
فرمول رخداد احتمال A به صورت زیر است:
{\displaystyle p(A)={\frac {n(A)}{n(S)}}}

### پیشامد حتمی
اگر  {\displaystyle p(A)=1} باشد. احتمال پیشامد A حتمی است.

### پیشامد غیرممکن
اگر  {\displaystyle p(A)=0} باشد. احتمال پیشامد A غیرممکن است.

### پیشامد مستقل
اگر{\displaystyle P(A)}و{\displaystyle P(B)} دو پیشامد باشد و این دو احتمال به صورت رابطه اجتماع مجموعه عمل کند؛ این پیشامد مستقل می‌گردد و براساس این رابطه انجام می‌گردد:
{\displaystyle P(A\cup B)=P(A)+P(B)-P(A\cap B)}

## کاربرد احتمال در زندگی
یک تأثیر مهم نظریه احتمال در زندگی روزمره در ارزیابی ریسک‌پذیری و در تجارت در مورد خرید و فروش اجناس می‌باشد. حکومت‌ها به‌طور خاص روش‌های احتمال را در تنظیم جوامع اعمال می‌کنند که به عنوان «آنالیز خط مشی» نامیده می‌شود و غالباً سطح رفاه را با استفاده از متدهایی که در طبیعت تصادفی اند اندازه می‌گیرند و برنامه‌هایی را انتخاب می‌کنند تا اثر احتمال آن‌ها را روی جمعیت به صورت کلی از نظر آماری ارزیابی کنند. این گفته صحیح نیست که آمار، خود در مدل‌سازی درگیر هست زیرا که ارزیابی‌های میزان ریسک وابسته به زمان هستند و بنابراین مستلزم مدل‌های احتمال قوی تر هستند؛ مثلاً «احتمال۹/۱۱ دیگری»؛ قانون اعداد کوچک در جنین مواردی اعمال می‌شود و برداشت اثر چنین انتخاب‌هایی است که روش‌های آماری را به صورت یک موضوع سیاسی درمی‌آورد.
یک مثال خوب اثر احتمال قلمداد شده از مجادلات خاورمیانه بر روی قیمت نفت است که دارای اثرات متلاطمی از لحظ آماری روی اقتصاد کلی دارد. یک ارزیابی توسط یک واحد تجاری در مورد این که احتمال وقوع یک جنگ زیاد است یا کم باعث نوسان قیمت‌ها می‌شود و سایر تجار را برای انجام کار مشابه تشویق می‌کند. مطابق با این اصل، احتمالات به‌طور مستقل ارزیابی نمی‌شوند و ضرورتاً به‌طور منطقی برخورد صورت نمی‌گیرد. نظریه اعتبارات رفتاری، به وجود آمده‌است تا اثر این تفکرات گروهی را روی قیمت‌ها، سیاست‌ها و روی صلح و مجادله توضیح دهد.
به‌طور استدلالی می‌توان گفت که کشف روش‌های جدی برای ارزیابی و ترکیب ارزیابی‌های احتمالی دارای اثر شدیدی روی جامعه مدرن داشته‌است. یک مثال خوب کاربرد نظریه بازی‌ها که به‌طور بنیادین بر پایه احتمال ریخته شده‌است در مورد جنگ سرد و دکترین انهدام با اطمینان بخشی متقابل است. مشابهاً ممکن است برای اغلب شهروندان دارای اهمیت باشد که بفهمند چگونه بخت‌ها و ارزیابی‌های احتمال صورت می‌گیرد و چگونه آن‌ها می‌توانند در تصمیم‌گیری‌ها به ویژه در زمینه دموکراسی دخالت کنند.
کاربرد مهم دیگر نظریه احتمال در زندگی روزمره، اعتبار است. اغلب تولیدات مصرفی مثل اتومبیل و وسایل الکترونیکی در طراحی آن‌ها از نظریه اعتبار استفاده می‌شود به نحوی که احتمال نقص آن‌ها کاهش یابد. احتمال نقص با مدت ضمانت فراورده معمولاً ارتباط نزدیک دارد.

## نقدها

### تصمیم‌گیری یا عدم تصمیم‌گیری
یکی از نقدهایی که به نظریهٔ احتمال وارد است، مبتنی بودن آن بر فراوانی نسبی یک پیشامد به عنوان احتمال رخداد آن است. به دیگر بیان، نظریه احتمال، احتمال رخداد یک پیشامد را معادل با ایمان ما نسبت به رخداد آن پدیده می‌داند و ایمان به نسبت به رخداد آن پیشامد را معادل فراوانی نسبی آن پدیده در یک آزمایش آماری می‌داند. در این اعتقاد دو ایراد فلسفی وجود دارد: اولاً: ایمان ما نسبت به رخداد یک پیشامد برابر با احتمال رخداد پیشامد در نظر گرفته شده‌است. این به این معناست که ایمان درونی انسان به رخداد یک پیشامد برابر با احتمال حقیقتی است که در بیرون رخ خواهد داد؛ که این تطابق، فاقد هر گونه توجیه منطقی است. ثانیاً: احتمال رخداد را برابر با فراوانی نسبی آن پیشامد در آزمایش آماری در نظر می‌گیرد که این نیز محل بحث است. به عنوان مثال فرض کنید که شما در بازی قماری شرکت کرده‌اید که با محاسبهٔ احتمال‌ها بر اساس تئوری موجود، احتمال پیروزی شما ۲/۳ است؛ لذا سرمایه‌گذاری در این قمار در ۲/۳ اوقات به نفع شماست. فرض کنید که بازی ۱۵ دور است. در این صورت شما باید ۱۰ دور این بازی را احتمالاً پیروز شوید. شما بازی را شروع می‌کنید و تا دور ۱۱_ام شکست می‌خورید و و دور ۱۲ را می‌برید و دور ۱۳ و ۱۴ را شکست می‌خورید و دور ۱۵_ام را می‌برید. این اتفاق یک اتفاق کاملاً "ممکن" است. در این صورت شما ۰٫۳۶- = ۱۳/۱۵–۱/۲ واحد از سرمایهٔ خود را از دست داده‌اید. توجیهی که احتمال دان‌ها می‌آورند این است: "اگر تعداد دورها به بی‌نهایت میل می‌کرد شما در ۲/۳ حالات برنده بودید." در صورتی که در جهان واقعی هیچ‌گاه بازی‌هایی با تعداد دور بی‌نهایت وجود ندارد." در تصمیم‌گیری‌های اجتماعی و سیاسی نیز همین امر برقرار است. ریسک سرمایه‌گذاری بر اساس این نظریه در نظر گرفتنی است. اما این مسئله و شبیه این مسئله‌ها با "نظریه امکان" با دیدگاهی کاملاً منطقی قابل بررسی، تحلیل و تصمیم‌گیری است.

### عدم وجود تصادف
باور به تئوری احتمال در تمامی ابعاد مستلزم باور به تصادف است. آن فرایندهایی که موسوم به فرایند تصادفی هستند به دو دسته عمده تقسیم می‌شوند:
1. فرایندهایی که از حیث پیچیدگی مقرون به صرفه ترند که با آن‌ها با دیدگاه تصادفی نگاه کرد. پیشامد فروریختن پل در حالتی که بار روی پل استاتیکی می‌شود.
2. فرایندهایی که تصادفی بودن آن‌ها صرفاً به علت عدم علم و عدم توانایی دسترسی ما به علت دقیق آن پیشامدها است.

درصورتی که در هر دو حالت بالا با شرط آگاهی ما از مکانیزم دقیق پیشامد، پسوند «تصادفی» خود به خود حذف می‌شود. اگر بدانیم که تمام نیروهایی که بر پل وارد می‌شوند به چه صورت است، اگر مکانیک پرتاب یک سکه را در هر تعداد مرتبهٔ دلخواه به ازای هر مقدار نیرو که پرتاب‌کننده اراده می‌کند، فرموله کنیم، این‌ها فرایند تصادفی نخواهد بود.
- - مطالب موجود در فیزیک کوانتوم مانند اصل عدم قطعیت هایزنبرگ با توجه به نتایج تمامی آزمایش‌ها کاملاً تصادفی بوده و پیش‌بینی دقیق غیرممکن است؛ یعنی عدم توانایی ما در پیش‌بینی به خاطر کم بودن دانش نیست بلکه خود پدیده کاملاً تصادفی است.